# Кини (окръг, Тексас)
Окръг Кини (на английски: Kinney County) е окръг в щата Тексас, Съединени американски щати. Площта му е 3535 km², а населението - 3379 души (2000). Административен център е град Бракетвил.